# Jazz canadese

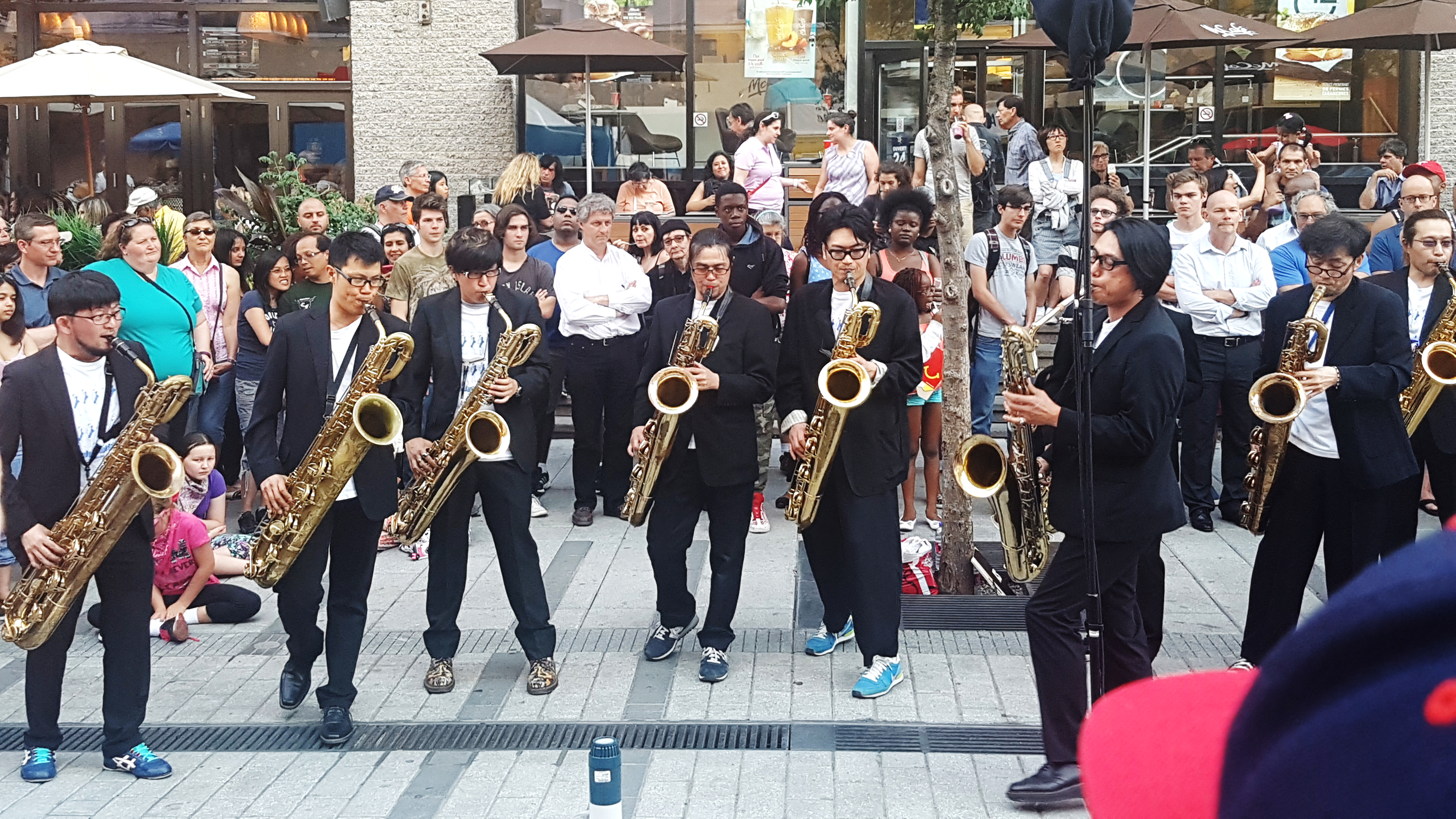
Festival internazionale del jazz di Montreal, 4 luglio 2016

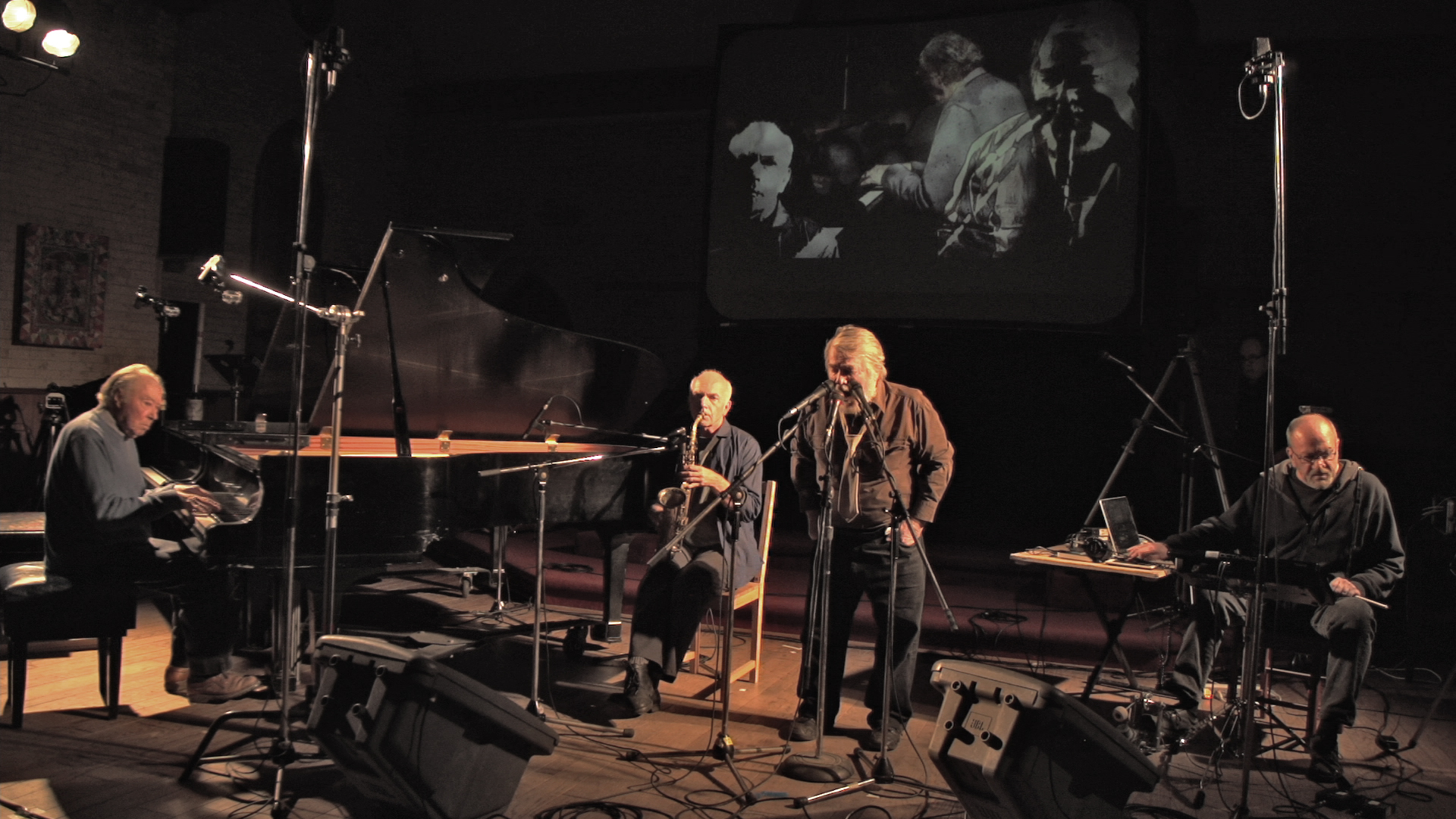
CCMC alla Galleria della Musica, Toronto, Ontario, 2015

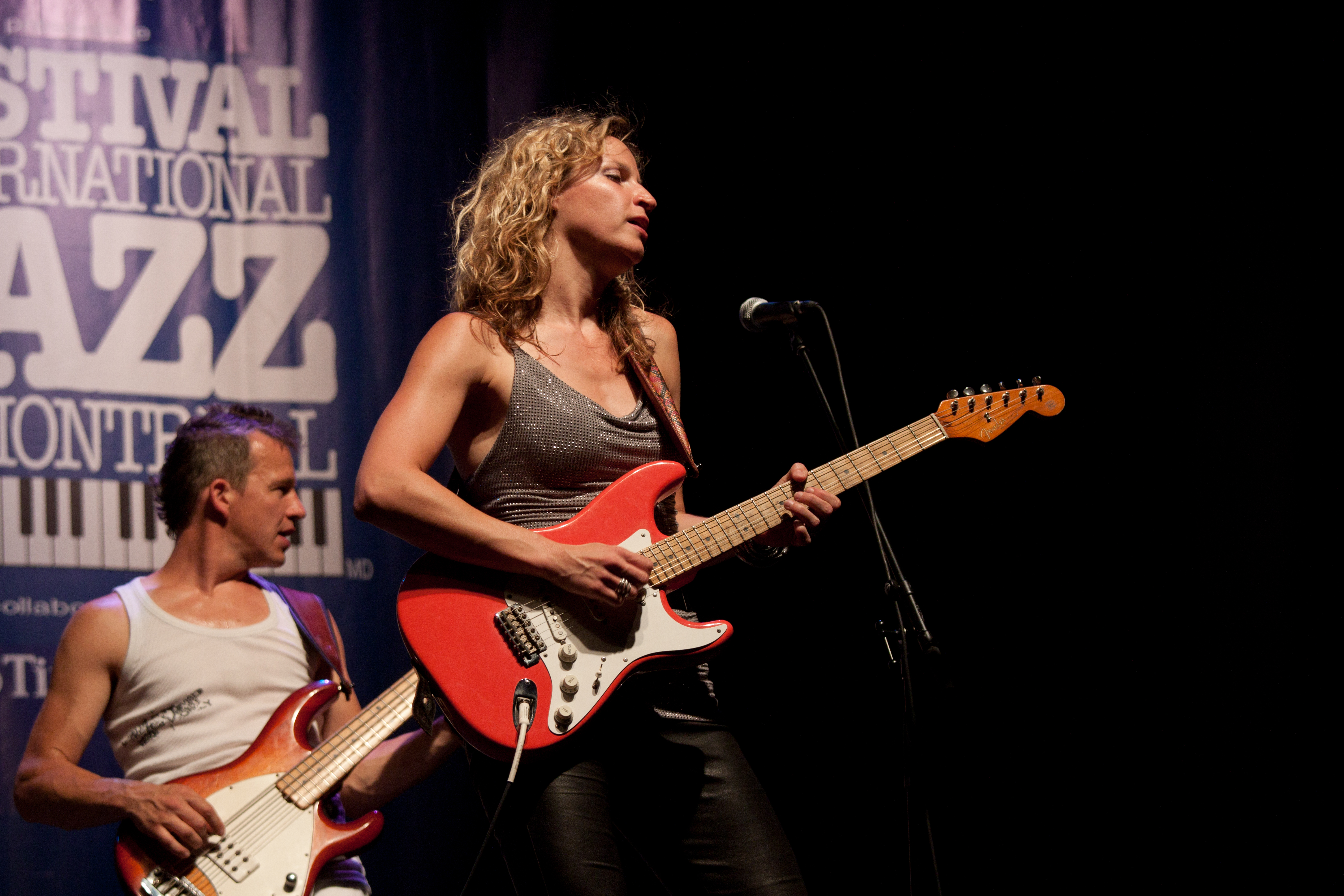
Ana Popović al Festival Jazz di Montreal 2010

Il jazz canadese si riferisce alla musica jazz e jazz eseguita da gruppi e artisti jazz in Canada. Ci sono centinaia di jazz band e artisti canadesi locali e regionali. Un certo numero di artisti jazz canadesi hanno raggiunto un rilievo internazionale, tra cui Oscar Peterson, Maynard Ferguson e Gil Evans.

## Storia

### Gli albori
Il primo concerto jazz in Canada fu tenuto dalla Creole Orchestra e dalla Ragtime Band in tournée, guidate da Bill Johnson e con la partecipazione del cornettista Freddie Keppard al Pantages Playhouse Theatre di Winnipeg, Manitoba, il 21 settembre 1914.  Questa esibizione fu la prima esibizione jazz fuori dagli Stati Uniti. Uniti e l'inizio del jazz come movimento internazionale.
Da allora, data la sua vicinanza agli Stati Uniti, il Canada è diventato rapidamente il primo paese al di fuori degli Stati Uniti ad avere una propria scena jazz, con artisti che spuntavano nelle città di tutto il paese, in particolare a Montreal, in Quebec, negli anni '10. In parte ciò era dovuto al fatto che i musicisti jazz neri statunitensi trovarono via di fuga in Canada dal razzismo dilagante negli Stati Uniti.
A Vancouver George Paris organizzò una jazz band per il Patricia Hotel nel 1917. È considerato da alcuni come il primo vero musicista jazz canadese. Altri attribuiscono questo status al pianista Harry Thomas che registrò musica ragtime improvvisata nel 1916. Ben presto sorsero altri gruppi, tra cui la Clar-Ra Ladies Jazz Orchestra. Il Jazz Baby Vaudeville, alias the Original Winnipeg Jazz Babies, era composto da adolescenti di Winnipeg, ciascuno dei quali suonava due o più strumenti. Queste band si esibivano nelle discoteche delle praterie negli anni '20. Nel 1926 la pianista Shirley Oliver, con un background di brani "hot-dance", aprì uno studio di musica jazz a Edmonton.
Guy Lombardo formò la big band chiamata Royal Canadians nel 1924 con i suoi fratelli e vendette tra i 100 e i 300 milioni di dischi durante la loro vita.

### Anni 1950 e ' 60
Negli anni '50, il jazz era popolare in tutto il Canada e un certo numero di artisti jazz canadesi divenne ben noto al di fuori del loro paese d'origine, in particolare il pianista Oscar Peterson, noto come pianista virtuoso e artista discografico. Durante questo decennio, il canadese Gil Evans si distinse per le sue collaborazioni con Miles Davis e per le sue registrazioni, molte delle quali sono importanti primi esempi di fusione tra jazz e musica classica nota come Third Stream.
Maynard Ferguson di Montreal è stato un notevole trombettista negli anni '50 e '60, famoso per aver suonato in registri acuti. È andato in tournée e ha registrato con la sua band e con Stan Kenton.
Le big band più popolari di quest'epoca erano guidate da Fraser MacPherson e Moe Koffman.

### Anni 1970 e ' 80
Maynard Ferguson raggiunse il successo mainstream e registrò numerosi album popolari negli anni '70, inclusa una cover di successo pop di "Gonna Fly Now" dal film Rocky, guadagnandosi un album d'oro.
Durante gli anni '70 e '80, gli innovativi chitarristi canadesi, Lenny Breau e Ed Bickert, furono tra i chitarristi jazz più apprezzati del loro tempo. Breau era noto per lo stile del fingerstyle, il suo uso della chitarra a sette corde e la sua capacità di suonare il basso, gli accordi e la melodia contemporaneamente. Bickert era noto per aver reso popolare l'uso di chitarre solid-body, rare tra gli artisti jazz dell'epoca, che producevano un tono distinto e caratteristico.
Il trombettista canadese Kenny Wheeler, trasferitosi nel Regno Unito negli anni '50, pubblicò numerosi album su ECM Records negli anni '70 e '80, come il pianista jazz canadese Paul Bley. John Warren pubblicò Tales of the Algonquin con il sassofonista britannico John Surman nel 1971.
Durante la metà degli anni '70, il sassofonista americano Paul Desmond si trasferì a Toronto dove si esibì con il suo Toronto Quartet, che comprendeva Ed Bickert, Jerry Fuller e il bassista Don Thompson.
Il pianista Oliver Jones tornò a Montreal negli anni '80, dove si esibì e registrò un certo numero di album.

### Dagli anni '90 ad oggi
Durante gli anni 1990 e 2000, la pianista Renee Rosnes ha pubblicato un certo numero di album per la Blue Note. Nel XXI secolo, un certo numero di cantanti jazz canadesi, come Diana Krall e Michael Buble, divennero popolari.

## Artisti di rilievo nazionale o internazionale
A partire dal 2021 tre artisti canadesi sono stati inseriti nella DownBeat Jazz Hall of Fame: Oscar Peterson, Maynard Ferguson e Gil Evans. Oltre a questi tre, altri sei artisti jazz sono stati inseriti nella Canadian Music Hall of Fame: Oliver Jones, Lenny Breau, Moe Koffman, Guy Lombardo, Rob McConnell e Kenny Wheeler.
Altri importanti musicisti jazz canadesi comprendono i cantanti Judi Singh, Michael Bublé, Diana Krall, Carol Welsman e Eleanor Collins, soprannominati "La First Lady canadese del jazz", così come i leader della band Fraser MacPherson e Mynie Sutton, il famoso pianista free jazz  Paul Bley, la pianista Renee Rosnes, e chitarristi Ed Bickert e Lorne Lofsky.

## Festival jazz in Canada
Molte città canadesi ospitano uno o più festival jazz. Il Montreal International Jazz Festival, per esempio, è il più grande al mondo. Altri importanti festival jazz canadesi includono il Winnipeg International Jazz Festival, il Vancouver International Jazz Festival, l'Ottawa Jazz Festival e il Toronto Jazz Festival.